# Josef Babka
Josef Babka (* 5. září 1956 Praha) je český politik, od roku 2000 zastupitel Moravskoslezského kraje (v letech 2012 až 2016 pak první náměstek hejtmana), od roku 1990 zastupitel města Ostravy (v letech 2002 až 2006 také radní města), člen KSČM.

## Život
V letech 1971 až 1974 se vyučil elektromechanikem na středním odborném učilišti a v letech 1974 až 1977 pak studoval na Střední průmyslové škole vakuové a polovodičové elektrotechniky v Rožnově pod Radhoštěm. Vysokoškolské vzdělání absolvoval mezi lety 1980 a 1985 na Právnické fakultě Univerzity Karlovy v Praze (získal titul JUDr.).
Pracoval jako dělník na ocelárně, konkrétně v podniku Železárny a drátovny Bohumín. Prošel řadou svazáckých funkcí od předsedy obvodního výboru Socialistického svazu mládeže až po vedoucího oddělení pracující mládeže Českého ústředního výboru SSM.
Mezi roky 1991 a 1992 vedl Právní odbor SPBH Ostrava, v roce 1992 byl krátce vedoucím odboru právní regulace v akciové společnosti Vítkovice. V letech 1992 až 2011 byl společníkem ve firmě Bi&Ova, a v letech 1997 až 2002 jednatelem ve společnosti RECYKL TRADING. Byl také členem dozorčí rady akciové společnosti Černá louka (1995 až 1998), předsedou dozorčí rady akciové společnosti Ostravské komunikace (2003 až 2007 a opět od 2011) či členem představenstva akciové společnosti HOTEL IMPERIAL (1999 až 2004). Od roku 2001 též soukromě podniká.
Je zaměstnancem akciové společnosti Vítkovice, kde vede odbor speciálních projektů, od roku 2006 je členem dozorčí rady a od roku 2008 předsedou dozorčí rady. V roce 2008 se stal také členem a od roku 2012 místopředsedou Výboru Regionální rady NUTS 2 Moravskoslezsko.
Josef Babka je rozvedený a má tři děti, žije ve městě Ostrava (konkrétně v části Moravská Ostrava).

## Politické působení
Od roku 1976 do roku 1990 byl členem KSČ. Za tuto stranu byl v letech 1986 až 1990 poslancem Národního výboru v Ostravě 1, zároveň též členem rady a tajemníkem. V roce 1990 přestoupil do nově vzniklé KSČM. Ve straně zastává pozici člena Městského výboru Ostrava a místopředsedy Moravskoslezského krajského výboru.
V komunálních volbách v roce 1990 byl za KSČM zvolen zastupitelem města Ostravy. Mandát pak obhájil ve volbách v letech 1994, 1998 (lídr kandidátky), 2002, 2006 (lídr kandidátky), 2010, 2014 i 2018.. Byl členem Výboru statutového, předsedou Komise právní a předsedou Klubu zastupitelů KSČM. Ve volebním období 2002 až 2006 byl také radním města. Také ve volbách v roce 2022 byl zvolen zastupitelem města, a to jako člen KSČM na kandidátce subjektu „OSTRAVSKÁ LEVICE — sdružení KSČM a NK: Za VODÁRENSTVÍ VE VLASTNICTVÍ MĚSTA, ne cizinců; Za LEVNOU MHD…“.
V krajských volbách v roce 2000 byl zvolen zastupitelem Moravskoslezského kraje, když vedl kandidátku KSČM. Mandát pak obhájil ve volbách v letech 2004, 2008 a 2012 (ve všech případech jako lídr kandidátky). V listopadu 2008 se navíc stal radním kraje a v listopadu 2012 pak 1. náměstkem hejtmana pro oblast legislativy. Ve volbách v roce 2016 byl již po páté lídrem kandidátky KSČM v Moravskoslezském kraji a mandát krajského zastupitele obhájil. Skončil však v pozici 1. náměstka hejtmana. V krajských volbách v roce 2020 byl opět lídrem kandidátky KSČM v Moravskoslezském kraji, mandát krajského zastupitele se mu podařilo obhájit. Také ve volbách v roce 2024 obhájil post krajského zastupitele, když kandidoval jako člen KSČM na kandidátce subjektu „STAČILO!, koalice KSČM a ČSNS“. Původně figuroval na 10. místě, vlivem preferenčních hlasů ale skončil druhý.
Ve volbách do Senátu PČR v roce 1998 kandidoval za KSČM v obvodu č. 70 – Ostrava-město. Se ziskem 19,98 % hlasů skončil těsně na 3. místě.